# Lúkiv
Lúkiv (ucraniano: Лу́ків; polaco: Łuków) es un asentamiento de tipo urbano de Ucrania perteneciente al raión de Kóvel de la óblast de Volinia.
En 2022 la localidad tenía 2998 habitantes. Entre 2016 y 2019 se formó un municipio con sede en Lúkiv, que tiene una población total de unos cinco mil habitantes e incluye trece pueblos como pedanías: Viduty, Hodóvychi, Zalistsi, Zilové, Klychkóvychi, Komariv, Mylianóvychi, Novosilky, Okunýn, Perevisia, Somyn, Túpaly y Túrovychi.
Se ubica sobre la carretera E373, a medio camino entre Kóvel y Liúboml.

## Historia
Se conoce la existencia del pueblo de Lúkiv en documentos desde 1537, cuando era un señorío de la familia noble Maciejowscy. En 1557, Segismundo II Augusto Jagellón autorizó a los propietarios a cambiar el topónimo local de Lúkiv a "Matseyovychi" (ucraniano: Мацейовичі; polaco: Maciejowice), que dos décadas más tarde sería simplificado como "Matseyiv" (ucraniano: Мацеїв; polaco: Maciejów). También en 1557 le fue concedido el estatus de miasteczko con Derecho de Magdeburgo y se autorizó a la familia noble local a construir un castillo. Con el tiempo, la localidad pasó a pertenecer a las familias nobles Wiśniowiecki, Sapieha y Miączyński. En las Particiones de finales del siglo XVIII pasó a formar parte del Imperio ruso, que en la década de 1870 abrió aquí una estación del ferrocarril de Kóvel a Liúboml.
En 1920 pasó a formar parte de la Segunda República Polaca, hasta que en 1939 se integró en la RSS de Ucrania, que en 1940 le dio el estatus de capital distrital (que perdió en 1959) y asentamiento de tipo urbano. En 1946, el asentamiento recuperó el topónimo que tenía antes de 1557. Hasta 2020 formó parte del raión de Turiisk.